# Бранислав Лазичић
Бранислав Бране Лазичић (Лусићи, Бања Лука, 25. октобар 1904 – Бања Лука, 9. август 1948) је био српски и југословенски правник и новинар, члан Команде Западне Босне ЈВуО у Другом свјетском рату.

## Биографија
Гимназију је похађао у Бањој Луци, а завршио 1926. у Сарајеву. Право је студирао у Београду и Загребу, гдје је 1939. и дипломирао. Био је један од покретача и главни и одговорни уредник дневног листа „Нова штампа“, који је излазио у Бањој Луци (1930–1932), као и сарадник „Врбаских новина“ и књижевно-културног часописа „Развитак“ (Бања Лука). Био је и саиздавач студенских новина „Народна омладина“ (Загреб), у коме је објављивао чланке. Од 1935. радио је код адвоката Стевана Мољевића, најприје као писар, а након дипломирања као адвокатски приправник. По избијању рата побјегао је на село, јула 1941, када је његова породица кришом отишла у Београд. По формирању устаничке позадинске службе био је у команди позадине. Послије расцјепа у устаничким редовима на Мањачи и подјеле на четнике и партизане, априла 1942. партизани су га извели на суд. Ослобођен је, да би касније опет био хапшен. Придружио се четницима након сазнања да су Дражу Михаиловића савезници признали као законитог предводника борбених снага, а да је уз њега и Стеван Мољевић. У име четничког пука „Мањача“ учествовао је на конференцији делегата четничких одреда источне и западне Босне, одржаној 1. и 2. јула 1942. у селу Грапска (данас на територији града Добоја). Тада је формиран Горски штаб четничких одреда Босне, у којем је Лазичић постављен за референта за пропаганду. На конференцији у Кулашима 2. и 3. маја 1943. нагласио је потребу реорганизације пропаганде по угледу на партизанску. На конференцији 8. јуна 1943. у Липовцу (данас у општини Челинац) образована је Команда босанских четника, а Лазичић је постао референт за политичка и правна питања. Врховна команда Југословенске војске у Отаџбини поставила га је за шефа пропаганде Команде западне Босне октобра 1943. Исте године покренуо је издавање листа „Српска застава“, чијих је седам бројева штампано. Сусрео се са генералом Драгољубом Михаиловићем у Бошковићима (данас подручје града Лакташи), априла 1945. Након амнестије августа 1945. скривао се углавном на подручју Мањаче. На састанку четничких група 28. и 29. јуна 1947. на планини Лисина симболично је обновљена Команда западне Босне, у којој је Лазичић имао савјетодавну функцију. Заробљен је децембра 1947. у селу Шљивно. Током испитивања констатовано је да Лазичић није учествовао у борбама, али је „својом пропагандом, савјетовањем и присутношћу водио тежу и већу борбу против партизанског покрета од оних са оружјем“. Због кривичног дјела против народа и државе 30. априла 1948. осуђен је на смртну казну и касније стријељан.